# 739
739 је била проста година.

## Догађаји
- Лангобарди под краљем Лијутпрандом освајају Равенски егзархат и прете Риму. Папа Гргур III тражи од Карла Мартела, меровиншког градоначелника палате, да помогне у борби против Лангобарда (он такође тражи помоћ у борби против Византинаца и Арапа). Лијутпранд потписује мировни споразум и повлачи своје снаге у Павију. Након папиног позива Францима, почиње однос који ће се наставити како Франачко краљевство добије власт.
- Омејадско освајање Галије: Карло Мартел напада војводу Мауронта од Провансе и његове муслиманске савезнике. Његов брат Чајлдебранд заузима Марсеј, један од највећих градова који су још увек у рукама Омејада. Мауронтус је приморан да се крије у Алпима.
- Краљ Фавила од Астурије умире након 2-годишње владавине. Наследио га је зет Алфонсо, муж његове сестре Ермесинде.
- Војводу Пемо од Фурланије је свргнуо Лијутпранд, а наследио га је његов син Рачис. Он бежи са својим следбеницима, али Рачис обезбеђује помиловање свог оца.
- Тхеодатус Урсус је постављен за хипатоса (византијског конзула) и магистер милитум у Венецији.
- Велика берберска побуна: Бербери покрећу устанак против владара Омејада у Магребу, као одговор на незаконито прикупљање пореза и узимања робова. Побуну предводи поглавица Маисара ал-Матгхари. Успешно је заузео Тангер и брзо заузео већи део западног Марока. Берберска побуна која избија подрива калифарску власт и дели вилајет Ифрикија (Северна Африка), и отвара пут за појаву аутономних локалних арапских династија.
- Бонитације, англосаксонски мисионар који је христијанизовао Баварску, оснива епископије Салцбург, Регензбург, Фрајсинг и Пасау.
- Вилиброрд, први епископ Утрехта у Холандији и мисионар из Нортамбрије, умире у Ехтернаху (савремени Луксембург).